# 영원한 제국
《영원한 제국》은 1995년에 개봉한 대한민국의 사극 영화로, 조선 정조를 소재로 한 이인화의 동명 소설을 영화화한 작품이다. 박종원 감독이 연출했고 정조 역을 안성기가 연기했다.

## 캐스팅
- 안성기 : 정조 이산 역
- 조재현 : 이인몽 역
- 김혜수 : 윤상아 역
- 김명곤 : 정약용 역
- 최종원 : 심환지 역
- 김희라 : 이조원 역
- 이승철 : 서용수 역
- 김일우 : 정춘교 역
- 임일찬 : 구재겸 역
- 김재록 : 이정래 역
- 신철진 : 현승헌 역
- 현길수 : 장용영대장 역
- 권일수 : 서인성 역
- 유순철 : 이시수 역
- 장인한 : 남한조 역
- 장정국 : 권철신 역
- 박광진 : 이가환 역
- 추상호 : 도학선 역
- 손전 : 영조 역
- 나갑성 : 옥장 역
- 조은주 : 지밀상궁 역
- 신종태 : 이경출 역
- 한필수 : 문병구 역
- 홍석연 : 훈련대장 역
- 이병준 : 포도대장 역
- 박종철 : 채이숙 / 채제공 역
- 서효승 : 장종오 역
- 김윤수 : 무감 역
- 박철 : 도승지 역
- 박충선 : 좌승지 역
- 임동우 : 우승지 역
- 김문수 : 좌부승지 역
- 김상배 : 우부승지 역
- 정상도 : 동부승지 역
- 최영래 : 구재겸 수하 역
- 오승언 : 상궁 역
- 성경애 : 상궁 역
- 김은영 : 상궁 역
- 김지은 : 상궁 역
- 박중현 : 문신 역
- 이경진 : 문신 역
- 지승학 : 문신 역
- 김경란 : 무당 역
- 홍경인 : 세자 이공 역
- 조학자 : 노파 역
- 강희 : 승헌 처 역
- 박현주 : 승헌 며느리 역
- 손민정 : 심환지 처 역
- 김송 : 기사관 역
- 임진택 : 검율 역
- 신은동 : 검율 역
- 박재완 : 시위 내시 역
- 염신준 : 시위 내시 역
- 임덕범 : 시위 내시 역
- 김상오 : 장용영 총사 역
- 김영 : 유생 역
- 김광수 : 유생 역
- 김재겸 : 나졸 역

## 수상
- 1995년 제31회 백상예술대상
  - 영화부문 인기상 - 김혜수
- 1995년 제33회 대종상
  - 최우수작품상
  - 감독상 - 박종원
  - 남우조연상 - 최종원
  - 미술상 - 주병도
  - 음향기술상 - 이승철, 강대성
  - 조명상 - 박현원
  - 촬영상 - 전조명
  - 편집상 - 이경자